# Pilwa (powiat węgorzewski)
Pilwa (niem. Pilwe) – wieś w Polsce położona w województwie warmińsko-mazurskim, w powiecie węgorzewskim, w gminie Węgorzewo.
W latach 1975–1998 miejscowość należała administracyjnie do województwa suwalskiego.